# Seyegan
Seyegan ist ein Distrikt (Kecamatan) im Regierungsbezirk (Kabupaten) Sleman der Sonderregion Yogyakarta im Süden der Insel Java. Der Kecamatan liegt im westlichen Zentrum des Kabupatens. Ende 2021 zählte der Distrikt auf 26,63 km² Fläche 51.324	Einwohner, davon 25.899 Frauen.

## Geographie
Der Distrikt Seyegan hat folgende Kecamatan als Nachbarn:
| Richtung0000 | Name Kec. | Kabupaten | Provinz |
| Nordwesten   | Tempel    | Sleman    | DIY*    |
| Nordosten    | Sleman    | Sleman    | DIY     |
| Osten        | Mlati     | Sleman    | DIY     |
| Süden        | Godean    | Sleman    | DIY     |
| Westen       | Minggir   | Sleman    | DIY     |

* D.I.Yogyakarta

## Verwaltungsgliederung
Der Kecamatan (auch Kapanewon genannt) gliedert sich in fünf ländliche Dörfer (Desa, auch Kalurahan genannt):
| PUM-Code 1    | Desa         | Fläche (km²) | Bevölkerung zur Volkszählung 2 | Bevölkerung zur Volkszählung 2 | Bevölkerung zur Volkszählung 2 | Bevölkerung zur Volkszählung 2 | Bevölkerung zur Volkszählung 2 | Bevölkerung zur Volkszählung 2 | Padu- kuhan 4 | RW/ RT 5 |
| PUM-Code 1    | Desa         | Fläche (km²) | 002000                         | 002010                         | Männer                         | Frauen                         | 2020                           | Dichte 3                       | Padu- kuhan 4 | RW/ RT 5 |
| ------------- | ------------ | ------------ | ------------------------------ | ------------------------------ | ------------------------------ | ------------------------------ | ------------------------------ | ------------------------------ | ------------- | -------- |
| 34.04.05.2001 | Margoluwih   | 5,00         | 7.948                          | 9.309                          | 5.380                          | 5.426                          | 10.806                         | 2.161,2                        | 14            | 29/75    |
| 34.04.05.2002 | Margodadi    | 6,11         | 7.143                          | 8.130                          | 4.496                          | 4.683                          | 9.179                          | 1.502,3                        | 16            | 32/75    |
| 34.04.05.2003 | Margokaton   | 5,15         | 6.272                          | 6.954                          | 3.713                          | 3.791                          | 7.504                          | 1.457,1                        | 12            | -        |
| 34.04.05.2004 | Margomulyo   | 5,19         | 9.684                          | 11.354                         | 6.604                          | 6.598                          | 13.202                         | 2.543,7                        | 13            | 28/88    |
| 34.04.05.2005 | Margoagung   | 5,18         | 8.154                          | 9.302                          | 5.238                          | 5.302                          | 10.540                         | 2.034,7                        | 12            | 35/84    |
| 34.04.05      | Kec. Seyegan | 26,63        | 39.201                         | 45.049                         | 25.431                         | 25.800                         | 51.231                         | 1.923,8                        | 67            | 149/379  |

## Demographie
Grobeinteilung der Bevölkerung nach Altersgruppen (zum Zensus 2020)
| Altersgruppen | 00Männer | 00Frauen | zusammen |
| ------------- | -------- | -------- | -------- |
| 0 – 14        | 5.552    | 5.262    | 10.814   |
| 15 – 64       | 17.513   | 17.785   | 35.298   |
| 65+           | 2.366    | 2.753    | 5.119    |
| gesamt        | 25.431   | 25.800   | 51.231   |
| anteilig (%)  |          |          |          |
| 0 – 14        | 21,83    | 20,40    | 21,11    |
| 15 – 64       | 68,86    | 68,93    | 68,90    |
| 65+           | 9,30     | 10,67    | 9,99     |

### Bevölkerungsentwicklung
In den Ergebnissen der sieben Volkszählungen seit 1961 ist folgende Entwicklung ersichtlich:
| Einheit/Jahr     | 1961         | 1971         | 1980         | 1990         | 2000         | 2010         | 2020         |
| ---------------- | ------------ | ------------ | ------------ | ------------ | ------------ | ------------ | ------------ |
| Kec. Seyegan     | 30.064       | 33.629       | 36.524       | 37.265       | 39.201       | 45.049       | 51.231       |
| Anteil in %      | 5,82         | 5,72         | 5,39         | 4,78         | 4,35         | 4,12         | 4,55         |
| Kab. Sleman      | 516.653      | 588.313      | 677.323      | 780.334      | 901.377      | 1.093.110    | 1.125.804    |
| Sonderregion DIY | 00 2.231.062 | 00 2.487.177 | 00 2.750.025 | 00 2.912.611 | 00 3.120.478 | 00 3.457.491 | 00 3.66.8719 |